# Chapelle de l'hôpital Sainte-Anne
Pour les articles homonymes, voir Chapelle Sainte-Anne.
La chapelle de l'hôpital Sainte-Anne est une chapelle située au sein du centre hospitalier Sainte-Anne dans le 14e arrondissement de Paris. Elle est accessible par la rue Broussais.

## Histoire
La chapelle, dédiée à sainte Anne, est construite en même temps que la rénovation intégrale de l'asile psychiatrique Sainte-Anne décidée par Napoléon III en 1865 et confiée au baron Haussmann. Elle est l'œuvre de l'architecte Charles-Auguste Questel qui entreprend ses travaux en 1867 et les termine en 1869.

## Architecture
La chapelle adopte partiellement le plan d'une croix grecque, avec un chœur hexagonal.

## Accès
La chapelle est accessible par la ligne 6 à la station Glacière.

## Article lié
- Liste des édifices religieux de Paris